# 羅瑞新
羅瑞新（1937年—2008年3月13日），本名范文秦（Phạm Văn Tần），越南演員、歌手，活躍於1975年越南共和國政權滅亡前的越南南方。

## 生平
1937年，羅瑞新出生於越南南方（當時爲法屬交趾支那）的西貢，本名范文秦，是一位多才多藝的藝術家，除了出演電影、戲劇和唱歌外，他還活躍於報刊界，還曾擔任主持人和電影導演。
羅瑞新尤以1973年的電影《西貢四怪》（Tứ quái Sài Gòn）而聞名。這部電影由許多越南南方著名演員參演，包括怪傑松林、羅瑞新、可能、清越、沈翠姮、金剛、文佳、醉花等。這部電影被評價爲1975年之前越南南方喜劇電影的典型，有中文和法文字幕，在亞洲多國上映。
1975年後，羅瑞新移居外國，繼續在海外越南人社區中從事文藝工作，直至退休。
2008年3月13日，羅瑞新在美國加利福尼亞州洛杉磯逝世，享壽72歲。

## 電影
- 《Trương Chi Mỵ Nương》，1956年[2]
- 《Áo dòng đẫm máu》，1960年
- 《Tơ Tình》，1963年
- 《她》，1970年
- 《Gánh hàng hoa》，1971年
- 《Lệ đá》，1971年[2]
- 《Trần Thị Diễm Châu》，1971年
- 《Gánh Hàng Hoa》，1972年[2][4][5]
- 《Nhà tôi》，1972年
- 《Hoa mới nở》，1973年
- 《西貢四怪》，1973年[2]
- 《Năm vua hề về làng》，1974年

## 個人生活
羅瑞新信仰佛教，法名日卞（Nhật Biện）。他與妻子阮氏玉英（Nguyễn Thị Ngọc Anh）育有兩個子女（一兒一女）。